# 法巴 (阿列日省)
法巴（法語：Fabas）是法国阿列日省的一个市镇，属于圣吉龙区（Saint-Girons）圣克鲁瓦沃尔韦斯特尔县（Sainte-Croix-Volvestre）。该市镇2009年时的人口为351人。

## 人口
法巴人口变化图示
| 数据来源：INSEE |